# Emma Virginia Menicucci
Emma Virginia Menicucci (Moncalieri, 11 maggio 2002) è una nuotatrice italiano, specializzata nello stile libero.

## Carriera
Ha rappresentato l'Italia ai Giochi olimpici di Parigi 2024, in cui ha disputato la staffetta 4x100 m stile libero, concludendo la finale all'ottavo e ultimo posto.

## Palmarès

### Competizioni internazionali
- Mondiali giovanili

Budapest 2019: bronzo nella 4x100m sl; bronzo nella 4x100m sl mista.
- Europei giovanili

Helsinki 2018: bronzo nella 4x100m sl.
Kazan' 2019: argento nella 4x100m misti; bronzo nella 4x100m sl mista.

### Campionati italiani
| Anno | Edizione    | Stile libero 4x100 m | Stile libero 4x200 m |
| ---- | ----------- | -------------------- | -------------------- |
| 2024 | Primaverili |                      | 1                    |
| 2025 | Primaverili | 1                    | 1                    |